# Apalit
Apalit è una municipalità di prima classe delle Filippine, situata nella Provincia di Pampanga, nella regione di Luzon Centrale.
Apalit è formata da 12 baranggay:
- Balucuc
- Calantipe
- Cansinala
- Capalangan
- Colgante
- Paligui
- Sampaloc
- San Juan (Pob.)
- San Vicente
- Sucad
- Sulipan
- Tabuyuc (Santo Rosario)